# Robert-Schuman-Medaille
Die Robert-Schuman-Medaille ist eine nach dem französischen Europapolitiker Robert Schuman benannte Auszeichnung, die von 1986 bis 2017 jährlich von europäischen Parlamentariern der Fraktion der Europäischen Volkspartei (Christdemokraten) an Personen mit hervorragendem Europa-Engagement vergeben wurde.

## Ausgezeichnete
| Jahr | Name                                                | Land                    |
| ---- | --------------------------------------------------- | ----------------------- |
| 1986 | E.M.J.A. Sassen                                     | Niederlande             |
| 1986 | Alain Poher                                         | Frankreich              |
| 1986 | Hans-August Lücker                                  | Deutschland             |
| 1986 | Alfred Bertrand                                     | Belgien                 |
| 1986 | Paolo Barbi                                         | Italien                 |
| 1986 | Pierre Pflimlin                                     | Frankreich              |
| 1986 | Leo Tindemans                                       | Belgien                 |
| 1986 | Emilio Colombo                                      | Italien                 |
| 1986 | Helmut Kohl                                         | Deutschland             |
| 1986 | Jacques Santer                                      | Luxemburg               |
| 1986 | Konstantinos Mitsotakis                             | Griechenland            |
| 1986 | Konstantinos Karamanlis                             | Griechenland            |
| 1987 | Willem Vergeer                                      | Niederlande             |
| 1987 | Giulio Andreotti                                    | Italien                 |
| 1987 | Flaminio Piccoli                                    | Italien                 |
| 1987 | Mariano Rumor                                       | Italien                 |
| 1987 | Piet Bukman                                         | Niederlande             |
| 1987 | Adelino Amaro da Costa (posthum)                    | Portugal                |
| 1987 | Karl-Josef Hahn                                     | Deutschland             |
| 1987 | Miquel Coll I Alentorn                              | Spanien                 |
| 1987 | Bruno Heck                                          | Deutschland             |
| 1987 | Pierre Werner                                       | Luxemburg               |
| 1988 | Kai-Uwe von Hassel                                  | Deutschland             |
| 1988 | Francesco Cosentino                                 | Italien                 |
| 1988 | Lorenzo Natali                                      | Italien                 |
| 1988 | Peter Sutherland                                    | Irland                  |
| 1988 | Karl-Heinz Narjes                                   | Deutschland             |
| 1988 | Nicolas Mosar                                       | Luxemburg               |
| 1988 | Guido Gonella (posthum)                             | Italien                 |
| 1988 | Alberto Ghergo (posthum)                            | Italien                 |
| 1988 | Angelo Narducci (posthum)                           | Italien                 |
| 1988 | Mario Sassano (posthum)                             | Italien                 |
| 1988 | Heinrich Aigner (posthum)                           | Deutschland             |
| 1989 | Henry Plumb                                         | Vereinigtes Königreich  |
| 1990 | Johanna Maij-Weggen                                 | Niederlande             |
| 1991 | Jean-Claude Juncker                                 | Luxemburg               |
| 1991 | Norbert Schmelzer                                   | Niederlande             |
| 1991 | Ruud Lubbers                                        | Niederlande             |
| 1992 | Egon Klepsch                                        | Deutschland             |
| 1993 | Valéry Giscard d’Estaing                            | Frankreich              |
| 1993 | Filippo Maria Pandolfi                              | Italien                 |
| 1993 | Jean Dondelinger                                    | Luxemburg               |
| 1993 | Frans Andriessen                                    | Niederlande             |
| 1993 | Bernhard Sälzer                                     | Deutschland             |
| 1993 | Lorenzo de Vitto (posthum)                          | Italien                 |
| 1993 | Abel Matutes Juan                                   | Spanien                 |
| 1993 | Raniero Vanni d’Archirafi                           | Italien                 |
| 1993 | Peter Schmidhuber                                   | Deutschland             |
| 1993 | Ioannis Paleokrassas                                | Griechenland            |
| 1993 | René Streichen                                      | Frankreich              |
| 1995 | Jacques Delors                                      | Frankreich              |
| 1995 | Manuel García Amigo                                 | Spanien                 |
| 1995 | Menelaos Hadjigeorgiou                              | Griechenland            |
| 1995 | Horst Langes                                        | Deutschland             |
| 1995 | Ferruccio Pisoni                                    | Italien                 |
| 1995 | Rudolf Luster                                       | Deutschland             |
| 1995 | Günter Rinsche                                      | Deutschland             |
| 1995 | Hans-Gert Pöttering                                 | Deutschland             |
| 1995 | Margaretha af Ugglas                                | Schweden                |
| 1995 | Carlos Robles Piquer                                | Spanien                 |
| 1995 | Georgios Anastassopoulos                            | Griechenland            |
| 1995 | José María Gil-Robles Gil-Delgado                   | Spanien                 |
| 1995 | Antonio Graziani                                    | Italien                 |
| 1995 | Nicolas Estgen                                      | Luxemburg               |
| 1995 | Christopher Prout                                   | Vereinigtes Königreich  |
| 1995 | Otto Bardong                                        | Deutschland             |
| 1995 | Wilfried Martens                                    | Belgien                 |
| 1996 | Efthimios Christodoulou                             | Griechenland            |
| 1996 | Miltiades Evert                                     | Griechenland            |
| 1996 | Panayotis Lambrias                                  | Griechenland            |
| 1996 | Siegbert Alber                                      | Deutschland             |
| 1996 | Edward Heath                                        | Vereinigtes Königreich  |
| 1997 | John Bruton                                         | Irland                  |
| 1997 | Hans von der Groeben                                | Deutschland             |
| 1997 | Manuel Fraga Iribarne                               | Spanien                 |
| 1997 | Gerardo Fernández Albor                             | Spanien                 |
| 1997 | Franjo Komarica                                     | Bosnien und Herzegowina |
| 1998 | Ursula Schleicher                                   | Deutschland             |
| 1998 | Aníbal Cavaco Silva                                 | Portugal                |
| 1999 | Arthur Eisenmenger (verliehen durch Rainer Wieland) | Deutschland             |
| 1999 | Poul Schlüter                                       | Dänemark                |
| 1999 | Radio B92 Belgrad (verliehen durch Veran Matić)     | Serbien und Montenegro  |
| 1999 | Francisco António Lucas Pires (posthum)             | Portugal                |
| 2000 | Martin M.C. Lee                                     | Vereinigtes Königreich  |
| 2000 | Libet Werhahn-Adenauer                              | Deutschland             |
| 2001 | Jelena Bonner                                       | Russland                |
| 2001 | Karl von Wogau                                      | Deutschland             |
| 2002 | Nicole Fontaine                                     | Frankreich              |
| 2002 | Ingo Friedrich                                      | Deutschland             |
| 2002 | Władysław Bartoszewski                              | Polen                   |
| 2002 | José María Aznar                                    | Spanien                 |
| 2002 | Hans van den Broek                                  | Niederlande             |
| 2003 | Wim van Velzen                                      | Niederlande             |
| 2003 | Bendt Bendtsen                                      | Dänemark                |
| 2003 | Anders Fogh Rasmussen                               | Dänemark                |
| 2003 | Bertel Haarder                                      | Dänemark                |
| 2003 | Per Stig Møller                                     | Dänemark                |
| 2003 | Nicholas Bethell, 4. Baron Bethell                  | Vereinigtes Königreich  |
| 2004 | John Joseph McCartin                                | Irland                  |
| 2004 | Franz Fischler                                      | Österreich              |
| 2004 | Loyola de Palacio                                   | Spanien                 |
| 2004 | Chris Patten                                        | Vereinigtes Königreich  |
| 2004 | Mario Monti                                         | Italien                 |
| 2004 | Viviane Reding                                      | Luxemburg               |
| 2004 | Papst Johannes Paul II.                             | Vatikanstadt/ Polen     |
| 2005 | Natalja Chussainowna Estemirowa                     | Russland                |
| 2005 | Sergei Adamowitsch Kowaljow                         | Russland                |
| 2005 | Erwin Teufel                                        | Deutschland             |
| 2005 | Tadeusz Mazowiecki                                  | Polen                   |
| 2005 | Wolfgang Schäuble                                   | Deutschland             |
| 2005 | Michel Barnier                                      | Frankreich              |
| 2005 | Vytautas Landsbergis                                | Litauen                 |
| 2006 | Tunne Kelam                                         | Estland                 |
| 2007 | Angela Merkel                                       | Deutschland             |
| 2007 | Guido de Marco                                      | Italien                 |
| 2009 | Marianne Thyssen                                    | Belgien                 |
| 2009 | Jaime Mayor Oreja                                   | Spanien                 |
| 2009 | Hartmut Nassauer                                    | Deutschland             |
| 2009 | João de Deus Pinheiro                               | Portugal                |
| 2009 | Ioannis Varvitsiotis                                | Griechenland            |
| 2009 | José Manuel Barroso                                 | Portugal                |
| 2009 | Jacques Barrot                                      | Frankreich              |
| 2009 | László Tőkés                                        | Rumänien                |
| 2010 | Alberto João Jardim                                 | Portugal                |
| 2012 | Pietro Adonnino                                     | Italien                 |
| 2012 | Peter Hintze                                        | Deutschland             |
| 2012 | Íñigo Méndez de Vigo                                | Spanien                 |
| 2012 | Eddie Fenech Adami                                  | Malta                   |
| 2013 | Reiner Kunze                                        | Deutschland             |
| 2013 | Stanisław Dziwisz                                   | Polen                   |
| 2014 | George H. W. Bush                                   | Vereinigte Staaten      |
| 2014 | Jerzy Buzek                                         | Tschechien              |
| 2014 | Joseph Daul                                         | Frankreich              |
| 2014 | Marietta Giannakou                                  | Griechenland            |
| 2014 | Doris Pack                                          | Deutschland             |
| 2014 | Alojz Peterle                                       | Slowenien               |
| 2014 | Corien Wortmann                                     | Niederlande             |
| 2014 | Vito Bonsignore                                     | Italien                 |
| 2014 | Ria Oomen-Ruijten                                   | Niederlande             |
| 2015 | Wolfgang Welsch                                     | Deutschland             |
| 2015 | Jim Sensenbrenner                                   | Vereinigte Staaten      |
| 2015 | Karel Schwarzenberg                                 | Tschechien              |
| 2016 | Ilkka Suominen                                      | Finnland                |
| 2017 | Andreas Schockenhoff (postum)                       | Deutschland             |
| 2017 | Lawrence Gonzi                                      | Malta                   |
| 2018 | Lilli Bischoff                                      | Deutschland             |